# 吳俊升 (教育家)
吳俊升（1901年—2000年），著名教育家。江蘇如臯人。香港中文大學新亞書院第二任校長。

## 生平
吳俊升生于江蘇省如臯縣車馬湖鄉。1919年如臯縣立師範學校畢業後，任如師附小教員一年。
1920年考入南京高等師範學校（1921年改為國立東南大學），1924年卒業于教育系，次年補足學分獲東大學士學位。畢業後，曾在南京高師附中任教。
1928年赴法國巴黎大學留學，1931年獲教育哲學博士學位。回國後歷任國立北京大學教育系教授兼系主任、安徽省教育廳主任秘書、國民政府教育部高等教育司司長、国立中央大学教育學院教授、中華民國教育部次長等職。
1960年出任香港新亞書院副校長。1963年，新亞書院成為中文大學成員。1965年接替錢穆出任新亞書院校長。1964-68年，擔任香港新亞研究所所長。1973年新亞中學創辦後，他出任其校董會成員。
1976年，香港政府建議中大改制，將學科教學的工作統一歸由大學中央辦理，書院僅負責學生福利及通識教育等工作。吳俊升聯同新亞書院校董會其餘八位董事，包括：唐君毅、李祖法、錢穆、沈亦珍、徐季良、劉漢棟、任國榮、郭正達，以此違反中文大學之「聯邦制」本意為由，集體辭職抗議。
吳俊升畢生致力教育，曾問學于美國著名哲學家和教育家杜威（John Dewey） ，對杜威教育思想有研究並受其影響，有“中國杜威”之稱。他在巴黎大學的博士論文即爲《杜威教育學說》，而當時杜威正被巴黎大學授予榮譽博士學位，以後又曾編撰《約翰·杜威教授年譜》等。
退休後定居美國，直至2000年2月5日在洛杉磯逝世。享年100歲。

## 家庭生活
吳俊升夫人倪亮，為南京高等師範學校同班同學，亦為中國大學男女同校的第一屆八位女大學生之一，並和吳俊升同獲巴黎大學博士學位。

## 個人著作
- 《德育原理》
- 《倫理學》
- 《自由與文化》（約翰·杜威 著 吳俊升 譯）
- 《國家主義之今昔觀》 （陳逸凡 講 吳俊升 記）
- 《國家主義的教育之進展及其評論》
- 《教育哲學大綱》
- 《中華民國教育志》
- 《文教論評存稿》
- 《吳俊升手劄》

- 《吳俊升先生暨夫人倪亮女士年譜》 作者：司琦　徐珍